# Jirón Dos de Mayo (Cajamarca)
El jirón Dos de Mayo es una calle del centro histórico de Cajamarca, en el Perú. Se extiende de suroeste a noreste a lo largo de 11 cuadras desde el cerro Santa Apolonia hasta el jirón Manuel Seoane. En su tramo transitable por vehículos, cuenta con único sentido de circulación: de suroeste a noreste.

## Recorrido
Se inicia en el cerro Santa Apolonia, frente a una capilla cuya arquitectura está inspirada en el Santuario de Fátima. En sus dos primeras cuadras es una calle peatonal que contiene escalinatas de acceso a dicho mirador. En la tercera cuadra se encuentra el centro de convenciones César Paredes Canto, anteriormente llamado Ollanta, que pertenece a la Universidad Nacional de Cajamarca.
En la esquina con el jirón del Comercio está ubicada la Prefectura de Cajamarca. En la cuadra 4 se localizan dos casonas que albergan a los hoteles Casa Blanca y La Casona del Inca. Entre las cuadras 4 y 5 delimita a la Plaza de Armas de Cajamarca en su lado sureste, mientras que en la margen derecha se emplaza la iglesia de San Francisco. En este tramo también se encuentran un local del banco Interbank, Tiendas Efe, las boticas Inkafarma y Mifarma, y algunas tiendas de productos lácteos.

## Galería

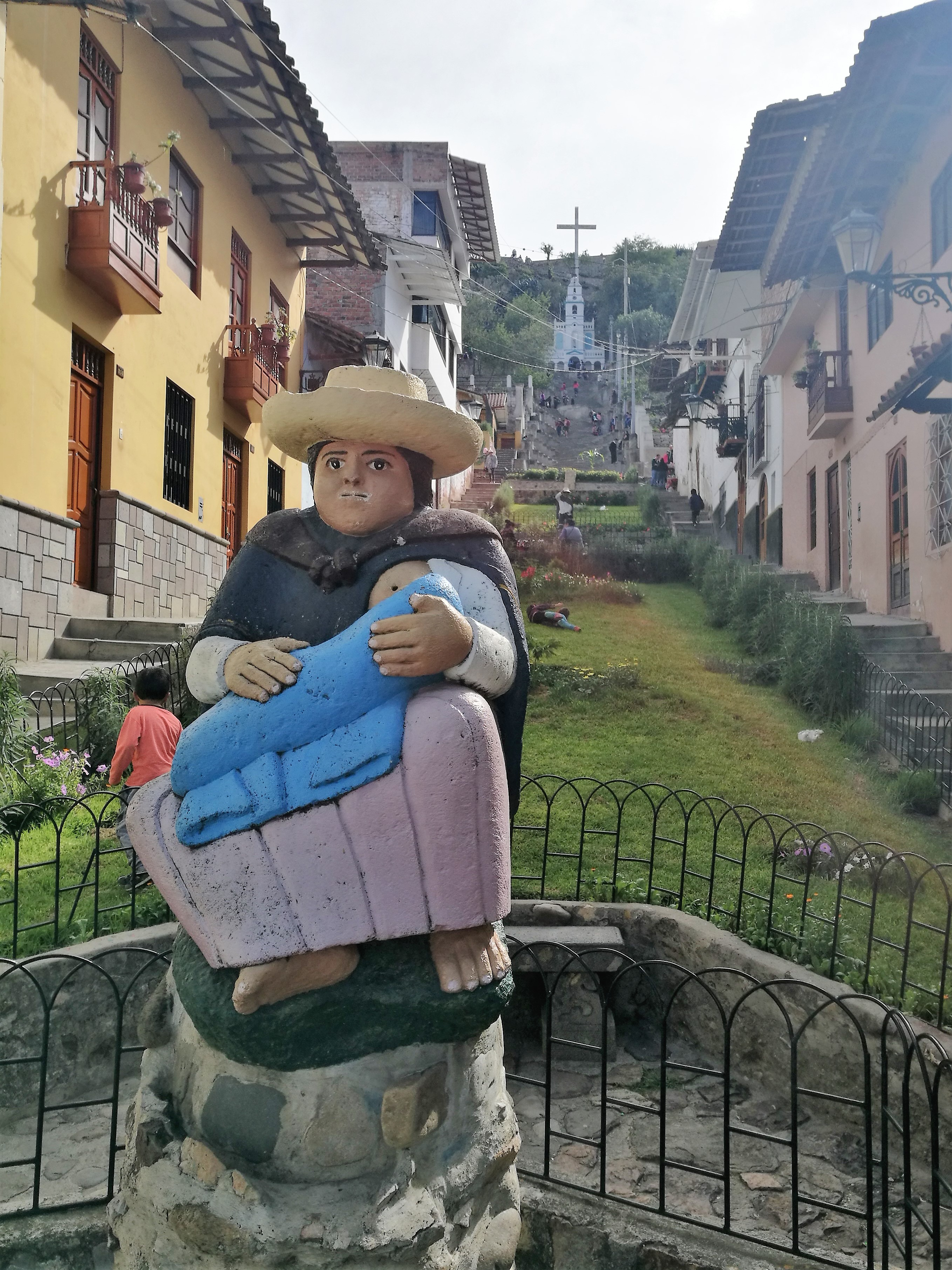
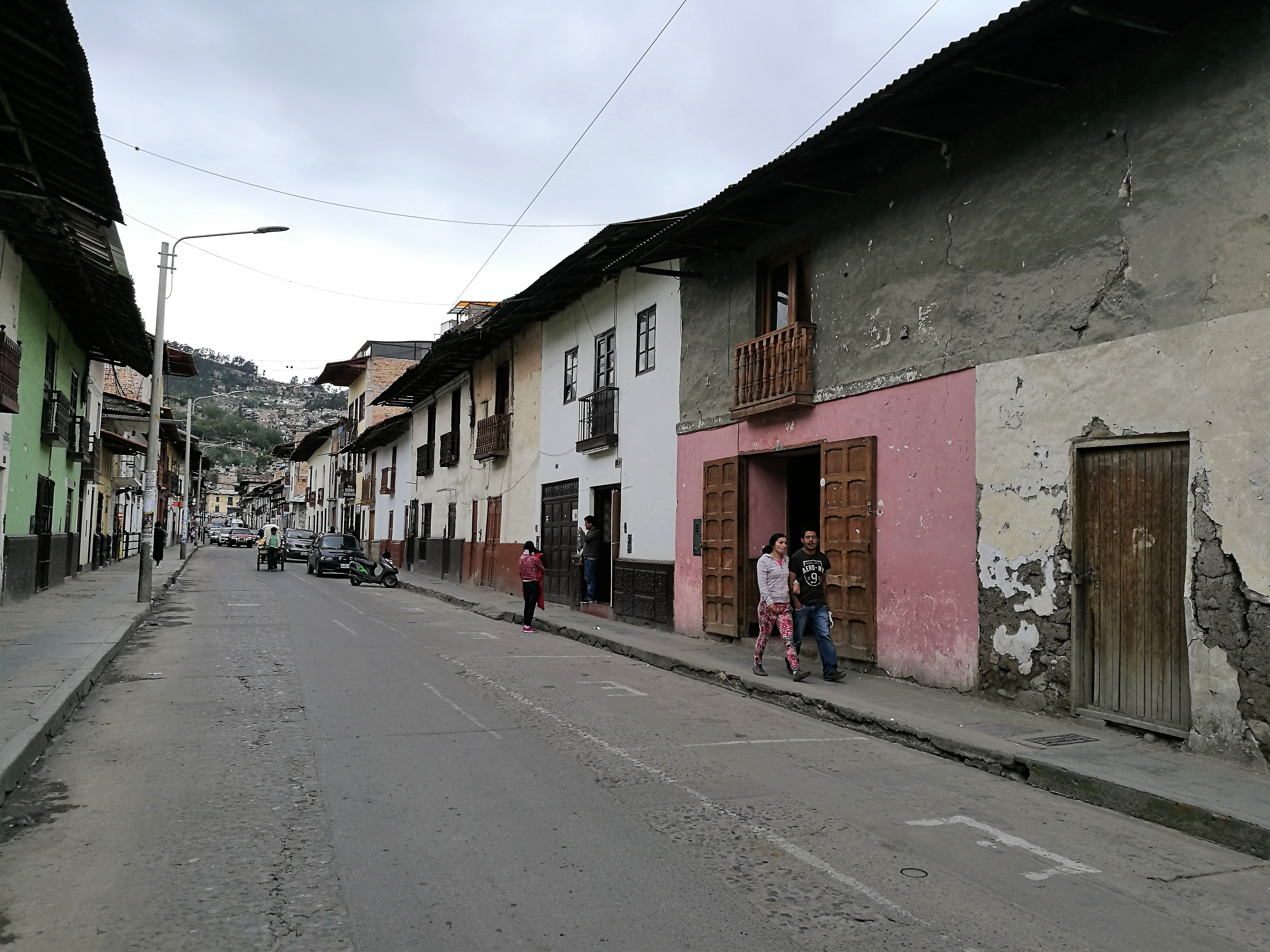
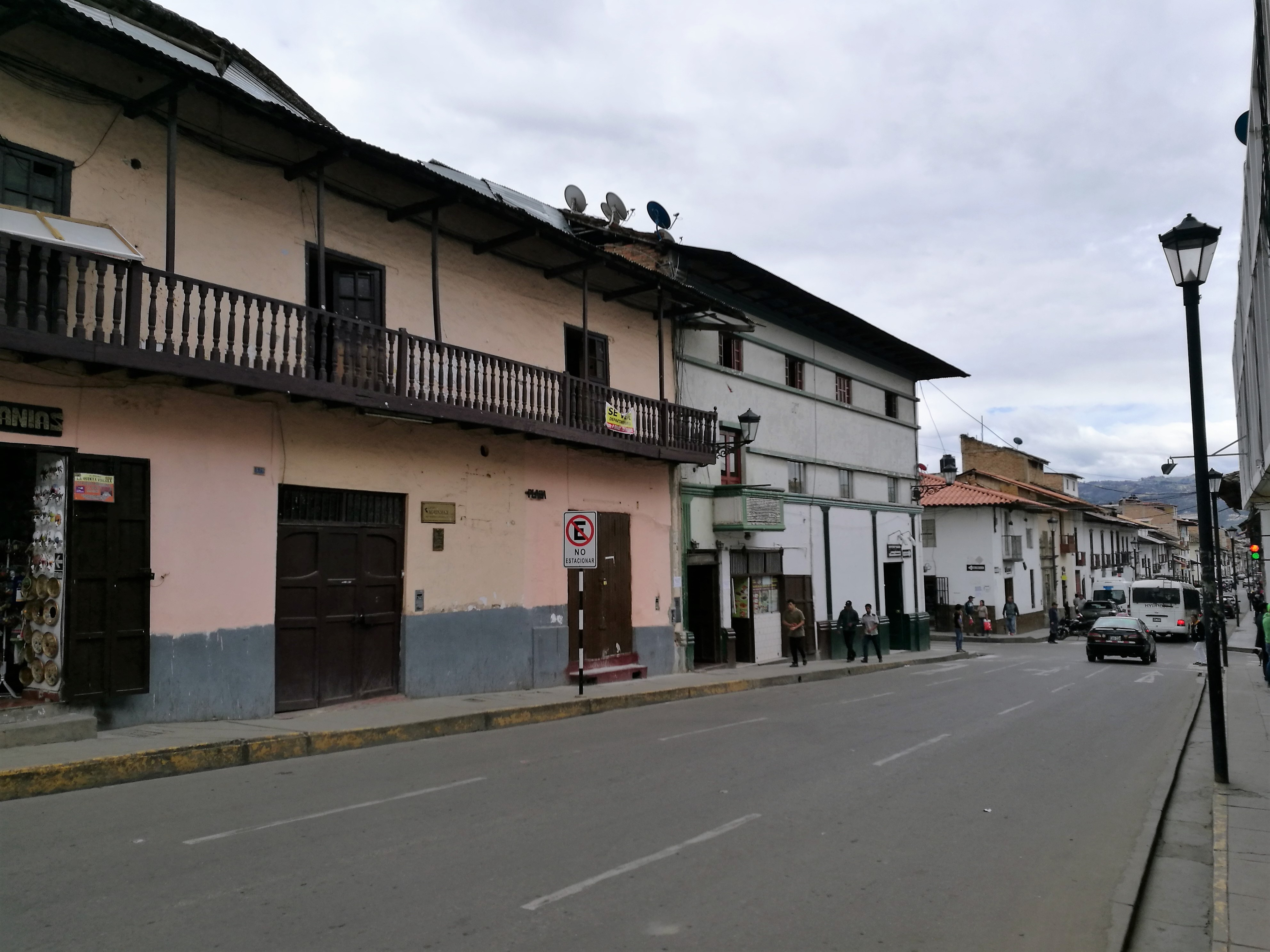